# Weissia rutilans
Weissia rutilans là một loài Rêu trong họ Pottiaceae. Loài này được (Hedw.) Lindb. miêu tả khoa học đầu tiên năm 1863.